# Oceanografia biològica
L'oceanografia biològica és l'estudi de com afecten i són afectats els organismes per la física, la química i la geologia del sistema oceanogràfic. L'oceanografia biològica se centra principalment en els microorganismes de l'oceà; mirant com es veuen afectats pel seu entorn i com afecta a les criatures marines més grans i al seu ecosistema.
L'oceanografia biològica és similar a la biologia marina, però és diferent a causa de la perspectiva que s'utilitza per estudiar l'oceà. L'oceanografia biològica adopta un enfocament de baix a dalt (en termes de xarxa tròfica), mentre que la biologia marina estudia l'oceà des d'una perspectiva descendent. L'oceanografia biològica se centra principalment en l'ecosistema de l'oceà amb èmfasi en el plàncton (la seva diversitat (morfologia, fonts nutritives, motilitat i metabolisme), la seva productivitat i el seu paper en el cicle global del carboni; i la seva distribució (depredació i cicle de vida)).
L'oceanografia biològica també investiga el paper dels microbis en les xarxes alimentàries i com els humans afecten els ecosistemes dels oceans.

## Història

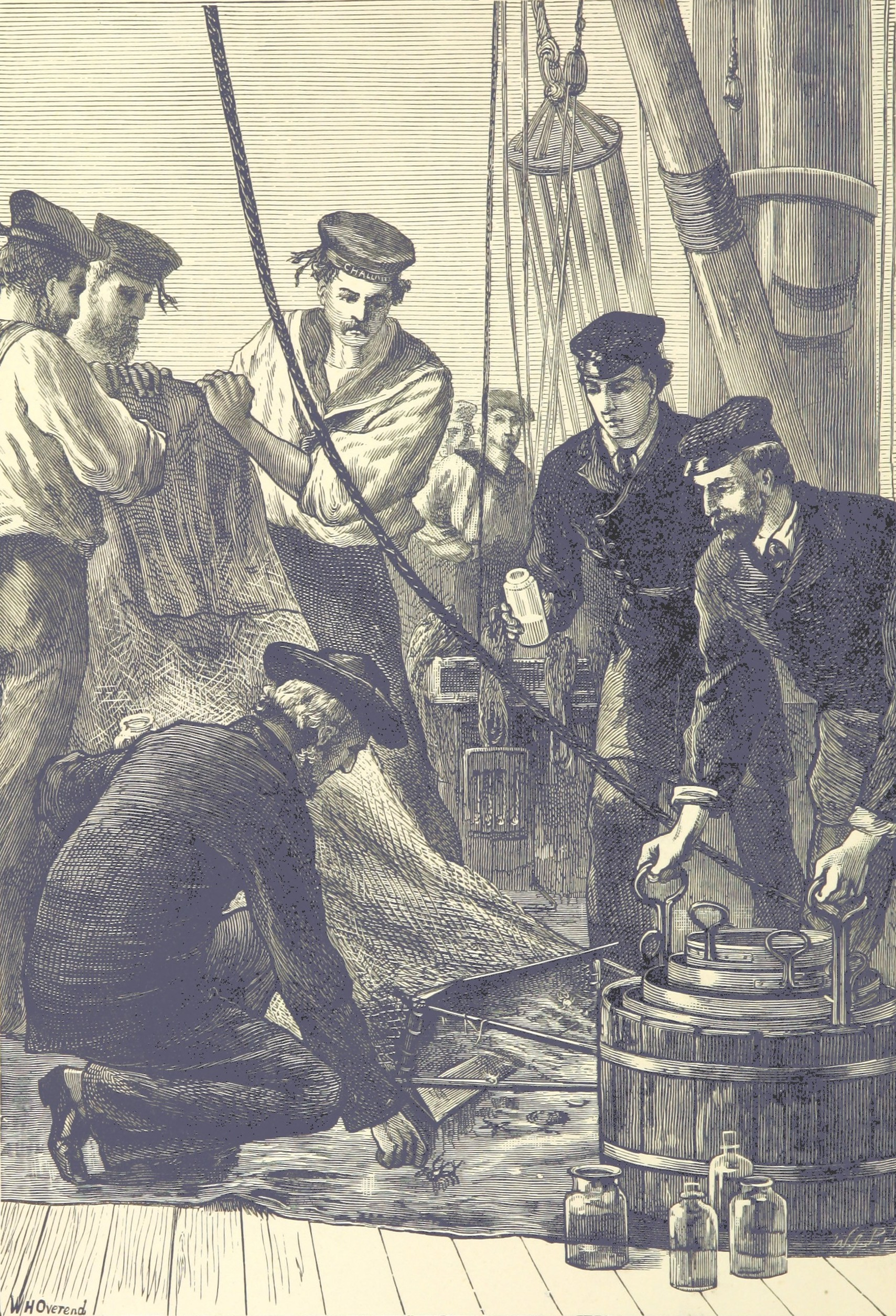
Examinant espècimens a bord del HMS Challenger durant la seva expedició pionera (1872-1876)

L'expedició Challenger (1872-1876) va ser fonamental per a l'oceanografia i l'oceanografia biològiques en general. L'expedició Challenger va ser encapçalada per Charles Wyville Thomson. L'expedició també incloïa altres dos naturalistes, Henry N. Moseley i John Murray.
Abans de l'expedició, l'oceà era, encara que era interessant per a molts, considerat un cos d'aigua imprevisible i majoritàriament sense vida, i aquesta expedició va fer repensar aquesta postura a l'oceà. Aquesta expedició va ser a petició de la Royal Society per veure si era possible de posar cables al fons de l'oceà. També van portar l'equipament per recopilar dades sobre les propietats biològiques, químiques i geològiques de l'oceà de manera sistemàtica. Es van mapejar els sediments oceànics i es van recollir les dades.
Les dades recollides en aquest viatge van demostrar que hi havia vida en aigües profundes (5500 metres) i que la composició de l'aigua de l'oceà era consistent.